# Soledad Chapetón
Carmen Soledad Chapetón Tancara (El Alto, La Paz, 25 de outubro de 1980) é uma política boliviana. Mais conhecida como "la Sole", ela se tornou a primeira mulher a ocupar o posto de prefeita em El Alto, na Bolívia, pelo partido Unidade Nacional. Sua campanha teve como lema a luta contra a corrupção em uma cidade de maioria indígena e bastião do Movimento para o Socialismo (MAS), partido do presidente Evo Morales. Formada em Ciências da Educação, ela é filha de migrantes aymaras, região rural da Bolívia. A herança indígena dos pais contribuiu para que sua política fosse orientada para questões étnicas.